# Kum Back
Kum Back è il primo bootleg del gruppo britannico dei Beatles, pubblicato clandestinamente nel settembre 1969. L'album è una versione embrionale costituita da missaggi preliminari di quello che sarebbe diventato l'album Let It Be, presi da due acetati di prova preparati dal produttore Glyn Johns. La sua importanza storica è data dal fatto di essere uno dei primi dischi pirata messi in commercio nel mondo della musica rock (il primo è ampiamente ritenuto essere Great White Wonder di Bob Dylan).

## Storia
Glyn Johns, che stava producendo il gruppo dopo il momentaneo abbandono da parte di George Martin, preparò un missaggio provvisorio dei nastri che avrebbero dovuto formare Let It Be (esattamente a questo stadio il disco era ancora intitolato Get Back) circa il 28 gennaio del 1969. Furono preparati anche altri acetati di prova, e si è spesso riferito che John Lennon ne prese una copia per sé e lo portò in Canada durante un viaggio nel 1969, barattando poi il disco con alcuni amici. A proposito della faccenda Lennon in seguito raccontò: «Dicono che il bootleg è venuto da un acetato che ho dato a qualcuno che poi lo trasmise in radio per essere in anticipo sulla concorrenza o qualcosa del genere». Naturalmente si tratta di supposizioni ormai difficilmente verificabili.
John Lennon, in rotta con le scelte del gruppo in quel periodo, dichiarò, in seguito alla diffusione da parte sua del disco: «Pensavo fosse giusto diffondere quelle registrazioni, per far capire alla gente cosa ci stava succedendo [...]. La versione bootleg era ciò che doveva essere».
Nel 2003, venne pubblicata tutta la sessione di Kum Back, divisa in 8 volumi da 2 CD ciascuno.

## Registrazione
Tutte le tracce presenti su Kum Back furono registrate durante le celebri "Get Back/Let It Be Sessions" del gennaio 1969, svoltesi in parte ai Twickenham Studios e in parte nello studio 3 della Apple a Savile Row, Londra. I've Got a Feeling, la traccia numero 7, venne incisa il 24 gennaio 1969, ed è probabilmente la prima registrazione messa su nastro.

## Pubblicazione
La prima versione in vinile delle registrazioni fece la sua comparsa sul mercato nero nel gennaio 1970. Successivamente, sfruttando l'ondata emotiva suscitata nel pubblico dal recente scioglimento del gruppo, anche molti negozi di dischi convenzionali iniziarono a mettere in vendita il disco.

### Passaggi radio
La stazione radiofonica WBCN, della zona di Boston, fu una delle prime radio a mandare in onda il bootleg. Apparentemente, la radio era entrata in possesso di una copia dello stesso, e lo trasmise il 22 settembre 1969. In seguito Rolling Stone recensì la trasmissione. Comunque, non è certo che la WBCN sia stata la prima stazione radio in assoluto a trasmettere l'acetato, il quale venne mandato in onda anche da altre stazioni radio di New York, Detroit e Cleveland pressappoco nello stesso periodo.

## Copertina
La stampa originale di Kum Back ha una copertina alquanto spartana, completamente bianca e simile a quella del White Album. Il titolo (una storpiatura di Get Back) è stampato a mano sul davanti con inchiostro rosso/marrone. Una seconda edizione esiste con il titolo stampato con inchiostro blu. Il disco ha etichette completamente bianche. Non è presente nessuna indicazione circa la casa discografica o l'etichetta produttrice del disco.

## Tracce
- Tutti i brani sono opera di John Lennon & Paul McCartney, eccetto dove indicato.

Lato 1
1. Get Back – 2:51
2. The Walk – 0:59 (Jimmy McCracklin)
3. Let It Be – 4:06
4. Teddy Boy – 5:56
5. Two of Us – 3:58

Lato 2
1. Don't Let Me Down – 3:55
2. I've Got a Feeling – 3:01
3. The Long and Winding Road – 3:47
4. For You Blue (La traccia è tagliata e finisce in dissolvenza prima della vera conclusione) – 2:15 (George Harrison)
5. Dig a Pony – 4:06
6. Get Back (Reprise) – 3:01

## Formazione
- John Lennon — voce, chitarra ritmica ed acustica; chitarra solista in Get Back e Get Back (Reprise), basso in Let It Be e The Long and Winding Road, lap steel guitar in For You Blue
- Paul McCartney — voce, basso, pianoforte
- George Harrison — chitarre elettriche; chitarra ritmica in Two Of Us, voce in For You Blue
- Ringo Starr — batteria, percussioni
- Billy Preston — piano elettrico in Get Back, The Walk, Don't Let Me Down, I've Got A Feeling, The Long And Winding Road e Get Back (Reprise)